# Awet Habte
Pour les articles homonymes, voir Habte.
Awet Habte (né le 29 septembre 1997) est un athlète érythréen spécialiste des courses de fond.

## Biographie
Il participe aux championnats du monde 2017 et se qualifie pour la finale du 5 000 mètres.

## Palmarès
| Date | Compétition                   | Lieu      | Résultat | Épreuve  | Temps          |
| ---- | ----------------------------- | --------- | -------- | -------- | -------------- |
| 2016 | Championnats du monde juniors | Bydgoszcz | 7e       | 5 000 m  | 13 min 50 s 60 |
| 2017 | Championnats du monde         | Londres   | 14e      | 5 000 m  | 13 min 58 s 68 |
| 2018 | Championnats d'Afrique        | Asaba     | 6e       | 10 000 m | 29 min 38 s 41 |

## Records
| Épreuve  | Temps          | Lieu      | Date         |
| -------- | -------------- | --------- | ------------ |
| 5 000 m  | 13 min 16 s 09 | Carquefou | 23 juin 2017 |
| 10 000 m | 27 min 48 s 35 | Maia      | 2 juin 2018  |